# Liste d'équations et formules
Cette page donne une liste des équations et formules par ordre alphabétique, qui contient les équations, formules, relations et autres identités, égalités ou inégalités.
- Haut – A
- B
- C
- D
- E
- F
- G
- H
- I
- J
- K
- L
- M
- N
- O
- P
- Q
- R
- S
- T
- U
- V
- W
- X
- Y
- Z

## A
- Formule sommatoire d'Abel
- Inégalité des accroissements finis pour les fonctions à valeurs vectorielles
- Équation d'Antoine

## B
- Formule de Balmer
- Formule BBP
- Inégalités de Bell
- Équation de Bernoulli
- Formule de Binet-Cauchy
- Formule du binôme de Newton
- Formule du binôme négatif
- Formule de Bayes
- Formule de Black-Scholes
- Inégalité de Bernoulli
- Inégalité de Bessel
- Formule de Betti-Ritter
- Identité de Bézout
- Inégalité de Bienaymé-Tchebychev
- Équation d'état de Birch-Murnaghan
- Équation de Boltzmann
- Constante de Boltzmann
- Formule de Boltzmann
- Principe de superposition de Boltzmann
- Inégalité de Boole
- Équation de Borda–Carnot
- Formule de Brahmagupta
- Identité de Brahmagupta
- Équation de Bridgman
- Formule de Briot
- Formule de Burnside

## C
- Inégalité de Carleman
- Équation de Borda–Carnot
- Formule intégrale de Cauchy
- Formule de Cauchy pour l'intégration successive
- Inégalité de Cauchy-Schwarz
- Équations de Cauchy-Riemann
- Règle de la chaîne
- Équation de la chaleur
- Relation de Chasles
- Inégalité de Chernoff
- Identité de Vandermonde
- Formule de Clapeyron
- Relations de Clapeyron
- Équation de Clausius
- Équation de Clausius-Clapeyron
- Formule de Clausius-Mossotti
- Formule de la co-aire
- Relation de commutation canoniques
- Formule des compléments
- Formule de conjugaison
- Équation de continuité
- Équation des cordes vibrantes
- Lois de Coulomb
- Règle de Cramer

## D
- Équation de Darcy-Weisbach
- Équation de Debye
- Identité des huit carrés de Degen
- Théorème de Descartes
- Déviation vers l'est
- Équation de Dieterici
- Équation aux dimensions
- Équation de Dirac
- Équation de dispersion
- Équation de Drake
- Formule de Drude
- Relation de Duhem-Margules
- Formule de Duperray
- Formule de Dupré
- Formule de Dushmann
- Relation fondamentale de la dynamique
- Conjecture de Dyson

## E
- Formules d'Ehrenfest
- Relation d'Ehrenfest
- Relations d'Ehrenfest
- Équation d'Einstein
- Équation de champ d'Einstein
- E = mc2 (formule d’Einstein)

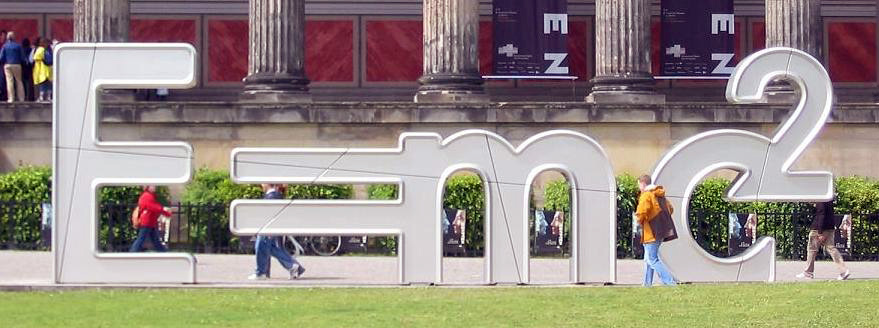

- Loi des énergies nerveuses spécifiques
- Équation d'état
- Équation d'Eucken
- Équations d'Euler
- Formule d'Euler
- Identité d'Euler
- Identité des quatre carrés d'Euler
- Équation d'Euler-Lagrange
- Formule d'Euler-Maclaurin
- Équation d'Eyring
- Formule d'Eyring

## F
- Formule de Faà di Bruno
- Équation de Fokker-Planck
- Équation de Fresnel
- Équations de Friedmann
- Réciprocité de Frobenius

## G
- Intégrale de Gauss
- Loi de Gauss-Kuzmin
- Formule de Gauss-Bonnet
- Loi de Gay-Lussac
- Équation d'état des gaz parfaits
- Formule de Gel-Mann et Nishijima (en)
- Équation des géodésiques
- Formule de Gibbs
- Relation de Gibbs-Duhem
- Relation de Gibbs-Helmholtz
- Relation de Gladstone
- Équation de Goldman-Hodgkin-Katz en voltage
- Loi des grands nombres
- Formule de Grassmann
- Loi universelle de la gravitation
- Formule de Green
- Équation de Grüneisen (en)
- Formule de Gullstrand

## H
- Formule de Hagen-Rubens
- Équations de Hamilton-Jacobi
- Inégalité de Hardy-Littlewood
- Équation de Hazen-Williams
- Équation de Heaviside
- Équation de Helmholtz
- Formule de Héron
- Inégalité de Hilbert
- Équation de Hirschfelder
- Inégalité de Hölder
- Loi de Hooke
- Formule de Hopkinson

## I
- Équation eikonale
- Isobare de van 't Hoff
- Inégalité isopérimétrique

## J
- Relation de Jacobi
- Formule de Jensen

## K
- Équation de Karplus (en)
- Formule de Kervaire-Milnor
- Formule de Kirchhoff
- Lois de Kirchhoff (loi des nœuds et loi des mailles)
- Loi du rayonnement de Kirchhoff
- Relations de Kirchhoff
- Équation de Klein-Gordon
- Inégalité de Kolmogorov
- Inégalité de Korn
- Formule limite de Kronecker

## L
- Équations de Lagrange
- Relation de Lagrange-Helmholtz
- Équation de Langevin
- Relation de Langevin-Debye
- Formule de Langmuir (en)
- Équation de Laplace
- Relations de Laplace
- Règles et formules de Leibniz
- Formule de Lewis
- Formule de l'Huilier
- Équation de Liapounov
- Formule de Liouville
- Équation de Liouville
- Équation logistique
- Équation de London
- Formule de Lorentz-Lorenz
- Inégalité de Lubell-Yamamoto-Meshalkin
- Formule de Luhn
- Équation de Lusis-Ratcliff

## M
- Formule de MacCullagh
- Inégalité de Markov
- Loi de masse
- Relation masse-portée
- Fonction de Massieu
- Équation de Mathieu
- Équations de Maxwell
- Équation de Maxwell-Gauss
- Équations de Maxwell (thermodynamique)
- Formules de Maxwell
- Relations de Maxwell
- Relation de Maxwell-Ampère
- Relation de Maxwell-Faraday
- Relation de Mayer
- Formules de mécanique des fluides
- Équation de Michaelis-Menten
- Inégalité de Minkowski
- Formule d'inversion de Möbius
- Formule de De Moivre
- Équation du mouvement
- Formule du multinôme
- Équation de Murnaghan

## N
- Équations de Navier-Stokes
- Équation de Nernst
- Formule de Neumann
- Formule de Newton
- Équations de Newton
- Formule du trinôme de Newton
- Formule du multinôme de Newton
- Formules de Newton-Cotes
- Formule du nivellement barométrique
- Formules pour les nombres premiers
- Loi normale (ou loi normale gaussienne, loi de Laplace-Gauss)

## O
- Équation de propagation des ondes
- Relation de réciprocité d'Onsager

## P
- Égalité de Parseval
- Formule d'inversion de Pascal
- Équation de Pell-Fermat
- Identité de Picone
- Loi de Planck
- Relation de De Broglie
- Relation de Planck-Einstein
- Formule du crible de Poincaré
- Formule de Poincaré
- Inégalité de Poincaré
- Loi de Poiseuille
- Équation de Poisson
- Formule sommatoire de Poisson
- Équation de Poisson-Boltzmann
- Équation de Prausnitz
- Formule des probabilités totales
- Équation de Prony
- Équation de propagation
- Inégalité de Ptolémée
- Théorème de Pythagore

## R
- Équation du radar
- Équation de Rankine-Hugoniot
- Formule de Rayleigh
- Loi de Rayleigh
- Équation d'état du rayonnement
- Équation de réaction
- Équation de Reddy-Doraiswamy
- Relation de Reech
- Loi de Reed
- Formule de Regnault
- Identité remarquable
- Loi des rendements décroissants
- Équation de Riccati
- Formule de Richardson
- Formule de Riemann
- Équation fonctionnelle pour la fonction zêta de Riemann
- Formule de Riemann-Siegel
- Formule de Riemann-Hurwitz
- Formule de Rodrigues pour les polynômes orthogonaux
- Formule de Rodrigues pour les rotations vectorielles
- Formule de Rydberg

## S
- Formule de Sabine
- Formule de Sellmier
- Équation de Schrödinger
- Équation de Schwinger-Dyson
- Formule des traces de Selberg
- Équation de Sellmeier
- Loi des sinus
- Formule de Shannon
- Règle des signes
- Lois de Snell-Descartes
- Loi de Stefan-Boltzmann
- Formule de Steiner-Minkowski
- Formule de Steinmetz
- Formule de Stirling
- Formule de Stokes
- Formule des systèmes centrés

## T
- Formule de Taylor-Lagrange
- Inégalité de Tchebychev
- Inégalité de Tchebychev pour les sommes
- Équations des télégraphistes
- Équation du temps
- Formules de thermodynamique
- Formule de W. Thomson
- Équation de Thue
- Formule de Torricelli
- Inégalité triangulaire
- Identité trigonométrique
- Formule de Trotter-Kato
- Équation de Tsiolkovski
- Théorème de Thalès

## V
- Équation d'état de van der Waals
- Relation de van 't Hoff
- Identité de Vaughan (en)
- Formule de Vergences
- Équation du viriel
- Équation de Vlassov
- Équation de Vogel-Fulcher-Tammann

## W
- Formule de Wald
- Équation de Weierstrass
- Formule de Weizsäcker
- Loi de Wien
- Loi du déplacement de Wien
- Équation de Wilke-Chang
- Formule de Wilson
- Inégalité de Wirtinger
- Équation de Williams-Landel-Ferry (WLF)